# Metropolija Rimouski
Metropolija Rimouski je rimskokatoliška metropolija s sedežem v Rimouskiju (Kanada); ustanovljena je bila leta 1946.
Metropolija zajema naslednje (nad)škofije:
- nadškofija Rimouski,
- škofija Baie-Comeau in
- škofija Gaspé.

## Metropoliti
- Georges-Alexandre Courchesne (9. februar 1946-14. november 1950)
- Charles Eugène Parent (2. marec 1951-25. februar 1967)
- Louis Lévesque (25. februar 1967-27. april 1973)
- Joseph Gilles Napoléon Ouellet (27. april 1973-16. oktober 1992)
- Bertrand Blanchet (16. oktober 1992-danes)